# Villa Thiene (Quinto Vicentino)
| Imagem: Cidade de Vicenza e Villas de Palladio no Véneto | A Villa Thiene (Quinto Vicentino) está incluída no sítio "Cidade de Vicenza e Villas de Palladio no Véneto", Património Mundial da UNESCO. |  |

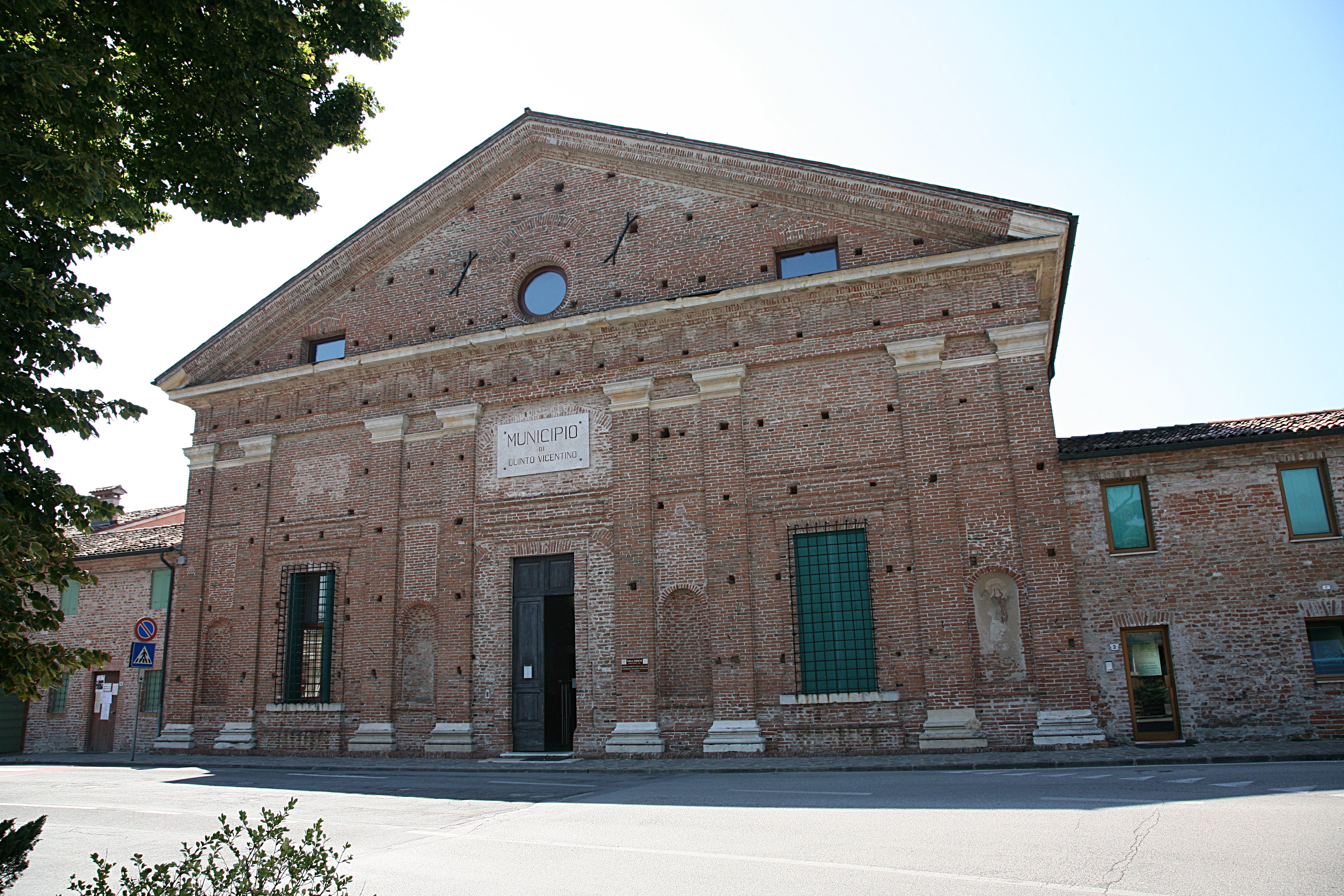
Fachada da Villa Thiene.

A Villa Thiene é uma villa italiana do Véneto, situada em Quinto Vicentino, Província de Vicenza. Foi construída pelo arquitecto Andrea Palladio a partir de 1542, provavelmente baseando-se num projecto de Giulio Romano e amplamente remodelada por Francesco Muttoni nos anos anteriores a 1740, o que conferiu ao edifício o seu aspecto actual.
A villa está classificado, desde 1996, como Património Mundial da Humanidade pela UNESCO, juntamente com as outras villas palladianas do Véneto.

## História e arquitectura

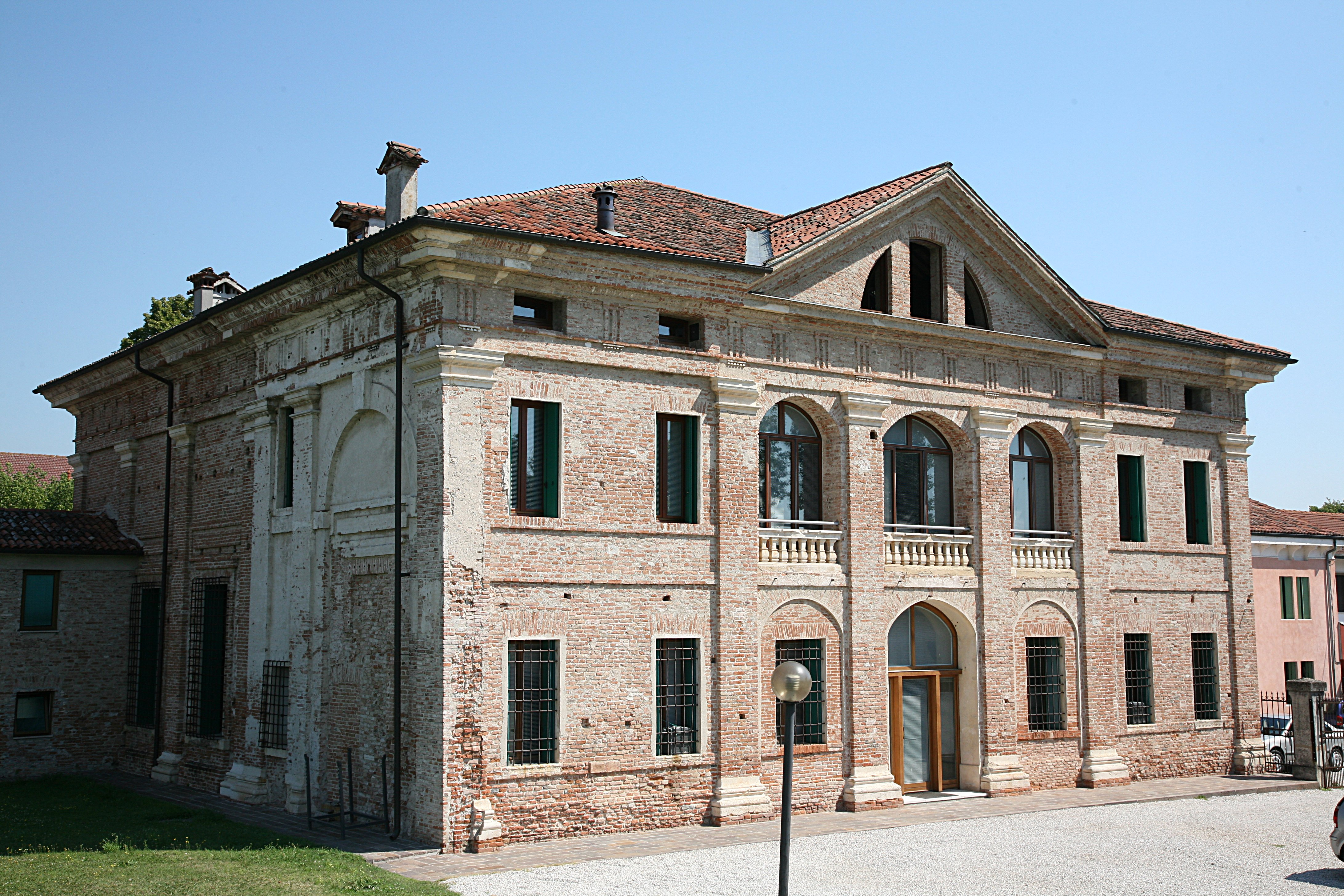
Vista da actual fachada traseira; é susceptível de debate quanto do disenho pode atribuir-se a Palladio, mas há detalhes palladianos visíveis no lado esquerdo do edifício.

A Villa Thiene de Quinto Vicentino, como o Palazzo Thiene, o palácio da família em Vicenza, foi construída para Marcantonio e Adriano Thiene, provavelmente com base num projecto de Giulio Romano depois modificado pelo director dos trabalhos, Palladio.
O projecto foi redigido entre 1542 e 1543, contemporâneo ao Palazzo Thiene, e o mais provável é que a construção tenha parado na década de 1550: a morte de Adriano (ocorrida na Corte de França, ao serviço de Francisco II) e a transferência dos interesses familiares para a zona de Ferrara, depois da aquisição do feudo e do título de Conde de Scandiano por parte de Ottavio, filho de Marcantonio, são provavelmente as razões que explicam o carácter inacabado do edifício.

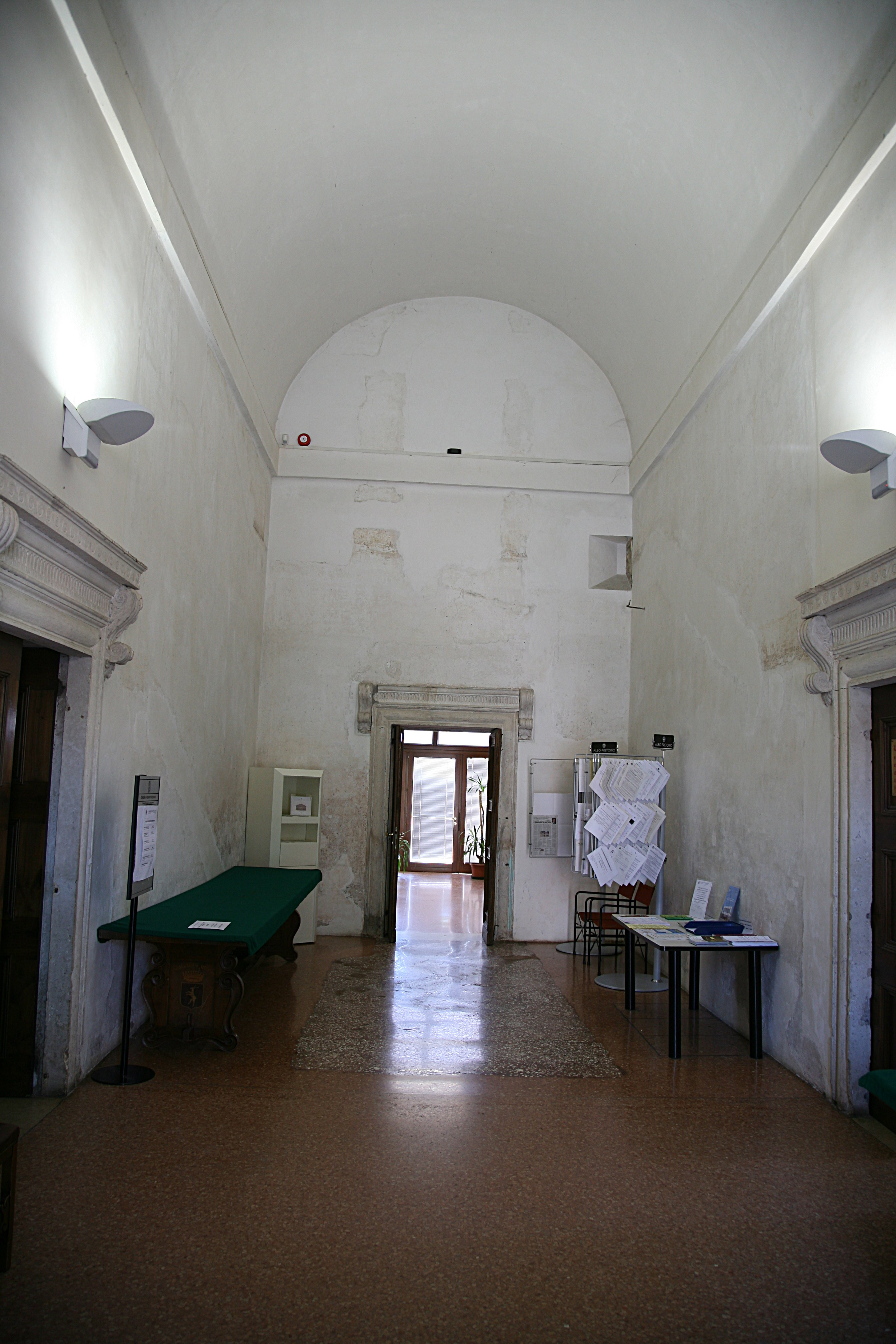
Átrio da Villa Thiene.

Em 1614 Inigo Jones documenta na sua cópia de I Quattro Libri dell'Architettura o estado inacabado do edifício, ao qual falatva a abóbada da loggia. A villa foi remodelada de maneira importante por Francesco Muttoni nos anos que antecederam 1740, o que deu ao edifício o seu aspecto actual. Conservando os apartamentos executados, eliminou a grande loggia e criou uma nova fachada principal virada a sul. Assim, o que deviam ser os flancos converteram-se nas fachadas actuais, com uma rotação de noventa graus. Nas duas divisões da esquerda permaneceram os afrescos realizados por Giovanni Demio nos primeiros anos da década de 1550.

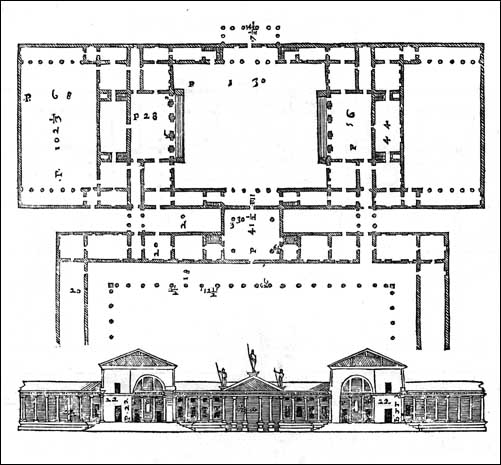
Desenho de Palladio para a villa (na maior parte nunca realizado) em Quattro Libri.

A actual fachada era, provavelmente, a prevista para uma das alas agrícolas da villa, onde Palladio planeava celeiros, adegas e estábulos.
A fachada da Villa Thiene virada ao jardim pode atribuir-se a Muttoni. Tanto a janela termal no frontão de remate como os portais na parte central são desagradáveis. Estes elementos não podem reconciliar-se com a linguagem formal de Palladio.
Perfilada sobre o rio Tesina, a Villa Thiene estava situada ao centro de duas grandes explorações agrícolas dos Thiene. O projecto previa uma solução bem diferente daquela presente nas outras villas palladianas: o edifício senhorial é dominado por uma grande loggia coberta por abóbada de berço, mais alta que o resto do edifício, enquanto o exterior é articulado com lesenas dóricas, duplicadas nos lados curtos.
A estrutura foi executada em tijolos — originalmente cobertos por gesso, mas agora à vista — com um uso limitado de pedra branca nas bases, nos capitéis, nas soleiras das janelas e nos ângulos da cornija e do frontão. O resto das partes moldadas foi executado em terracota.
O salão está no meio da villa e as grandes salas estão cobertas por abóbadas.